# دکستر
دکستر (به انگلیسی: Dexter) یک مجموعه تلویزیونی درام جنایی ساخته‌شده توسط شبکه شوتایم آمریکا است که در فاصله سال‌های ۲۰۰۶ تا ۲۰۱۳ در قالب هشت فصل از این شبکه پخش شده است. داستان مجموعه با محوریت دکستر مورگان (با بازی مایکل سی هال) است که برای بخش جنایی پلیس میامی به عنوان کارشناس تحلیل آثار خون کار می‌کند و در همان‌سان، به صورت مخفی، یک آدم‌کشی زنجیره‌ای نیز می‌باشد و قاتلانی را که از شکاف‌های سیستم قانونی گریخته‌اند، شکار می‌کند. فصل اول این مجموعه بر اساس رمان دکستر رویاپردازی تاریک اثر جف لیندزی ساخته شده است. جیمز منسون جونیور فیلمنامه تلویزیونی مجموعه را برای این فصل آماده کرد. سایر فصل‌ها به صورت مستقل از کتاب‌های لیندزی توسعه یافتند.
دکستر تحسین بسیاری از منتقدین را به همراه داشت و چهار فصل اول تحسین جهانی را به دست آوردند، اگرچه این استقبال چشمگیر در فصل‌های بعدی کاهش یافت. این مجموعه جوایز متعددی را بدست آورده است از جمله دو جایزه گلدون گلوب که توسط مایکل سی هال و جان لیثگو، به ترتیب برای بازی در نقش دکستر مورگان و آرتور میچل بودند. در ۱۳ دسامبر ۲۰۰۹، اپیزود آخر فصل چهارم با ۲٫۶ میلیون بیننده، رکورد دیده‌شده‌ترین اپیزود از سریال‌های شبکه شوتایم تا آن زمان را از آن خود کرد.
در آوریل ۲۰۱۳ شوتایم اعلام کرد که فصل هشت، آخرین فصل مجموعه خواهد بود. قسمت اول فصل هشتم با ۳ میلیون بیننده در شب پخش، پربیننده‌ترین قسمت دکستر بود.
در اکتبر ۲۰۲۰ اعلام شد که دکستر با یک مجموعه محدود ۱۰ قسمتی، با عنوان دکستر: شروعی تازه مجدداً با بازی مایکل سی هال پخش خواهد شد؛ تولید در زمستان ۲۰۲۰ آغاز و پخش مجموعه از ۷ نوامبر ۲۰۲۱ شروع شد.

## خلاصه داستان
برای بررسی فصل‌ها ببینید: دکستر (فصل ۱)، دکستر (فصل ۲)، دکستر (فصل ۳)، دکستر (فصل ۴)، دکستر (فصل ۵)، دکستر (فصل ۶)، دکستر (فصل ۷)، دکستر (فصل ۸)، دکستر: خون جدید.
دکستر که در ۳ سالگی، مادرش به طرز وحشیانه‌ای توسط فروشندگان مواد مخدر با اره برقی روبروی چشمانش تکه‌تکه شد، یتیم گردیده است. در آن زمان هری مورگان (یک افسر پلیس شهر میامی)، او را به فرزندخواندگی گرفت. با درک کردن ضربه روحی وارد بر دکستر در آن سن و گرایش‌های سایکوپاتی او، هری به آموزش دادن دکستر برای کنترل گرایشش به خون و کشتن در مسیری ویژه مبادرت ورزید. در این مسیر دکستر توسط پدرخوانده‌اش آموزش دیده است به جای آن که به خاطر گرایشش به خون، روزی مجبور به کشتن یک فرد بی‌گناه باشد، قاتلانی را که از چنگ قانون گریخته‌اند شناسایی کند و به قتل برساند. برای تسهیل این روند، دکستر به عنوان کارشناس پزشکی قانونی با تخصص تحلیل آثار خون، به استخدام پلیس میامی درآمده است. دکستر در انجام قتل‌هایش بسیار محتاط و ملاحظه‌کار است. او که به علت کار در پزشکی قانونی از تمام جزئیات و سر نخ‌ها در صحنه‌های جرم آگاه است، همواره برای قتل‌هایش از اتاق‌هایی مخصوص (اتاق کشتار) که آن‌ها را سرتاسر با پلاستیک می‌پوشاند استفاده می‌کند و پس از انجام کار با تکه‌تکه کردن اعضای بدن مقتول، اجزا را درون کیسه‌های پلاستیکی قرار می‌دهد و در گلف استریمِ اقیانوس اطلس رها می‌کند تا احتمال ردیابی و دستگیریش را به حداقل برساند. دکستر در طول سریال در تلاش است تا زندگی دوگانه خود را به صورت طبیعی پیش ببرد. اگرچه خود او (به صورت راوی) بیان می‌کند که این دو حالتی که دارد، یعنی زندگی عادی و حالتی که گرایش به کشتن دارد، تفکیک‌ناپذیر هستند و هر دو بخشی از وجود او می‌باشند.

## شخصیت‌ها
| دکستر مورگان   | مایکل سی هال    | اصلی       | اصلی       | اصلی       | اصلی       | اصلی       | اصلی       | اصلی       | اصلی | اصلی       |            |            |            |            |            |            |            |            |
| ریتا بنت       | جولی بنز        | اصلی       | اصلی       | اصلی       | اصلی       | مهمان      |            |            |      |            |            |            |            |            |            |            |            |            |
| دبرا مورگان    | جنیفر کارپنتر   | اصلی       | اصلی       | اصلی       | اصلی       | اصلی       | اصلی       | اصلی       | اصلی | اصلی       |            |            |            |            |            |            |            |            |
| جیمز دوکس      | اریک کینگ       | اصلی       | اصلی       |            |            |            |            | مهمان      |      |            |            |            |            |            |            |            |            |            |
| ماریا لاگوئرتا | لورین ولز       | اصلی       | اصلی       | اصلی       | اصلی       | اصلی       | اصلی       | اصلی       |      |            |            |            |            |            |            |            |            |            |
| انجل باتیستا   | دیوید زایاس     | اصلی       | اصلی       | اصلی       | اصلی       | اصلی       | اصلی       | اصلی       | اصلی | تکرارکننده | تکرارکننده | تکرارکننده | تکرارکننده | تکرارکننده | تکرارکننده | تکرارکننده | تکرارکننده | تکرارکننده |
| هری مورگان     | جیمز رمار       | اصلی       | اصلی       | اصلی       | اصلی       | اصلی       | اصلی       | اصلی       | اصلی |            |            |            |            |            |            |            |            |            |
| وینس ماسوکا    | سی اس لی        | تکرارکننده | اصلی       | اصلی       | اصلی       | اصلی       | اصلی       | اصلی       | اصلی |            |            |            |            |            |            |            |            |            |
| توماس متیو     | جف پیرسون       | تکرارکننده | تکرارکننده |            | تکرارکننده | تکرارکننده | تکرارکننده | تکرارکننده | اصلی |            |            |            |            |            |            |            |            |            |
| جویی کویین     | دزموند هرینگتون |            |            | تکرارکننده | اصلی       | اصلی       | اصلی       | اصلی       | اصلی |            |            |            |            |            |            |            |            |            |
| جیمی باتیستا   | ایمی گارسیا     |            |            |            |            |            | تکرارکننده | تکرارکننده | اصلی |            |            |            |            |            |            |            |            |            |

## جوایز
مجموعه تلویزیونی دکستر و بازیگران و تهیه‌کنندگان آن تاکنون کاندیدا و دریافت‌کننده جوایز متعددی بوده‌اند. از جمله این جوایز می‌توان به موارد زیر اشاره کرد:

### جوایز دریافت شده
سال ۲۰۰۶
- انیستوی فیلم آمریکاییان (AFI) برنده رسمی بهترین برنامه تلویزیونی سال
- IGN: بهترین سریال تلویزیونی جدید
- IGN: بهترین بازیگر، مایکل سی هال
- IGN: بهترین شخصیت تبه‌کار، قاتل کامیون یخی
- IGN: بهترین شخصیت، دکستر مورگان
- جایزه ستلایت: بهترین هنرپیشه نقش مکمل زن جولی بنز در نقش ریتا بنت

سال ۲۰۰۷
- اِمی: بهترین تیتراژ
- اِمی: بهترین ویرایش تصویری سریال‌های درام
- IGN: بهترین خط داستان
- IGN: بهترین برنامه تلویزیونی
- جایزه ستلایت: بهترین هنرپیشه نقش پشتیبان مرد برای دیوید زایاس در نقش آنجل باتیستا
- جایزه ستلایت: بهترین هنرپیشه نقش اول مرد برای مایکل سی هال در نقش دکستر مورگان
- جایزه ستلایت: بهترین سریال تلویزیونی درام
- جایزه ساترن: بهترین هنرپیشه تلویزیونی برای مایکل سی هال
- انجمن منتقدین تلویزیونی: دستاوردهای انفرادی در درام برای مایکل سی هال